# Jorge Góngora
Jorge Góngora (Callao, 12 de octubre de 1906-Lima, 25 de junio de 1999) fue un futbolista e ingeniero civil peruano. Jugaba en la posición de delantero. Fue uno de los fundadores del Club Universitario de Deportes. Fue el primer centro delantero de la historia de Universitario en Primera División. El atacante jugó en el equipo crema durante cinco temporadas y obtuvo el título nacional de 1929. 
Con la Selección Peruana, participó del Campeonato Sudamericano de 1929 realizado en Buenos Aires, Argentina.

## Trayectoria
Don Jorge llegó a la «U» en 1928 procedente del Jorge Chávez Callao y debutó el 8 de abril frente al equipo de la Liga Provincial N.º 1. El duelo quedó empatado a uno y Góngora marcó el inicio de lo que sería una gran relación con el equipo de sus amores. Góngora compartió delantera con Luis de Souza Ferreira, Francisco Sabroso, Pablo Pacheco y Tomás Zavala.
El delantero crema se caracterizó siempre por su juego fino y elegante, convirtiéndose en un elemento indispensable en la delantera del cuadro estudiantil. Durante sus cinco años ininterrumpidos defendiendo a la «U», Don Jorge jugó 47 partidos y anotó 23 goles.
En 1932, Don Jorge se enroló a la Unión Deportiva Española de Chile, convirtiéndose en capitán del equipo del país sureño. Luego, en 1936, volvería a defender la camiseta de Universitario para los partidos ante Vélez Sarsfield y Gimnasia y Esgrima de Santa Fe, ambos de Argentina.

## Selección nacional
Fue internacional con la selección de fútbol del Perú. Fue convocado por el entrenador Francisco Bru para participar en la Copa Mundial de Fútbol de 1930 disputada en Uruguay, siendo eliminados en la primera fase tras no conseguir victorias. También formó parte de las plantillas que participaron en el Campeonato Sudamericano 1929 y en el Campeonato Sudamericano 1935 donde el seleccionado peruano ocupó el cuarto y tercer lugar respectivamente.

### Participaciones en Copas del Mundo
| Mundial                        | Sede    | Resultado    |
| ------------------------------ | ------- | ------------ |
| Copa Mundial de Fútbol de 1930 | Uruguay | Primera fase |

### Participaciones en el Campeonato Sudamericano
| Campeonato                   | Sede      | Resultado    |
| ---------------------------- | --------- | ------------ |
| Campeonato Sudamericano 1929 | Argentina | Cuarto lugar |
| Campeonato Sudamericano 1935 | Perú      | Tercer lugar |

## Clubes
| Club                      | País  | Año         |
| ------------------------- | ----- | ----------- |
| Jorge Chávez Callao       | Perú  | 1926 - 1927 |
| Universitario de Deportes | Perú  | 1928 - 1931 |
| Audax Italiano            | Chile | 1932        |
| Unión Española            | Chile | 1933 - 1937 |
| Universidad de Chile      | Chile | 1938 - 1939 |

## Palmarés

### Campeonatos nacionales
| Título                       | Club                      | País | Año  |
| ---------------------------- | ------------------------- | ---- | ---- |
| Campeonato Peruano de Fútbol | Universitario de Deportes | Perú | 1929 |